# Zasadowica
Zasadowica, alkaloza (łac. alcalosis) – zakłócenie równowagi kwasowo-zasadowej, stan podwyższonego pH osocza krwi wywołany zmniejszeniem w nim stężenia jonów wodorowych lub zwiększeniem stężenia zasad.
Wyróżnia się dwa typy zasadowicy:
- Zasadowica metaboliczna – podwyższenie pH osocza następuje wskutek wzrostu stężenia jonów wodorowęglanowych (HCO3−), przy jednoczesnej utracie jonów wodorowych oraz potasu. Powstaje wskutek znacznej utraty kwaśnego soku żołądkowego (podczas długotrwałych wymiotów lub biegunek), stosowania leków alkalizujących (np. w chorobie wrzodowej), a także w przebiegu niektórych chorób hormonalnych (np. zespołu Conna)[1][2].
- Zasadowica oddechowa – podwyższenie pH osocza następuje wskutek spadku stężenia dwutlenku węgla. Powstaje wskutek hiperwentylacji[1][2], a także w stanach pobudzenia ośrodka oddechowego (np. podczas gorączki, śpiączki wątrobowej, czy zatrucia salicylanami). Jej objawiami są: parestezje, napady tężyczki oraz ogólne osłabienie[2].